# .singles
.singles est un domaine de premier niveau générique non-restreint.
Ce domaine est destiné aux évènements, aux groupes, aux produits, aux promotions et aux organisations ciblant les personnes célibataires qui constituaient, selon des statistiques de 2012, 51 %  de la population des États-Unis (single est le mot anglais pour célibataire).
Bien que le domaine soit destiné aux entités ciblant les célibataires, il est ouvert à tous sans restrictions.

## Historique
Le domaine .singles a été créé en janvier 2014.

## Statistiques d'usage
En janvier 2025, environ 3 000 domaines utilisent l'extension .singles.